# فیلیپ پریلو
فیلیپ پریلو (انگلیسی: Philippe Périlleux؛ زادهٔ ۱۶ سپتامبر ۱۹۶۳) بازیکن فوتبال اهل فرانسه است.
از باشگاه‌هایی که در آن بازی کرده‌است می‌توان به باشگاه فوتبال والنسین، باشگاه فوتبال لیل، و باشگاه ورزشی مون‌پلیه اشاره کرد.